# Rågsveden och Näset
Rågsveden och Näset var en av SCB avgränsad och namnsatt småort i Vansbro kommun. Småorten omfattade bebyggelse i Rågsveden och Näset i Äppelbo socken, belägna vid Västerdalälven. 2015 uppgick området i tätorten Äppelbo.

## Befolkningsutveckling
| Befolkningsutvecklingen i Rågsveden/Rågsveden och Näset 1960–2010             | Befolkningsutvecklingen i Rågsveden/Rågsveden och Näset 1960–2010 | Befolkningsutvecklingen i Rågsveden/Rågsveden och Näset 1960–2010 | Befolkningsutvecklingen i Rågsveden/Rågsveden och Näset 1960–2010 | Befolkningsutvecklingen i Rågsveden/Rågsveden och Näset 1960–2010 |
| ----------------------------------------------------------------------------- | ----------------------------------------------------------------- | ----------------------------------------------------------------- | ----------------------------------------------------------------- | ----------------------------------------------------------------- |
|                                                                               |                                                                   |                                                                   |                                                                   |                                                                   |
| År                                                                            |                                                                   |                                                                   | Folkmängd                                                         | Areal (ha)                                                        |
| 1960                                                                          | 1960                                                              |                                                                   | 261                                                               |                                                                   |
| 1965                                                                          | 1965                                                              |                                                                   | 214                                                               |                                                                   |
| 1970                                                                          | 1970                                                              |                                                                   | 201                                                               |                                                                   |
| 1990                                                                          | 1990                                                              |                                                                   | 162                                                               | 20#                                                               |
| 1995                                                                          | 1995                                                              |                                                                   | 96                                                                | 26#                                                               |
| 2000                                                                          | 2000                                                              |                                                                   | 104                                                               | 31#                                                               |
| 2005                                                                          | 2005                                                              |                                                                   | 121                                                               | 31#                                                               |
| 2010                                                                          | 2010                                                              |                                                                   | 134                                                               | 46#                                                               |
| Anm.: Upphörde som tätort 1975 uppgick 2015 i tätorten Äppelbo. # Som småort. |                                                                   |                                                                   |                                                                   |                                                                   |